# Щербаков, Владимир Иванович (министр)

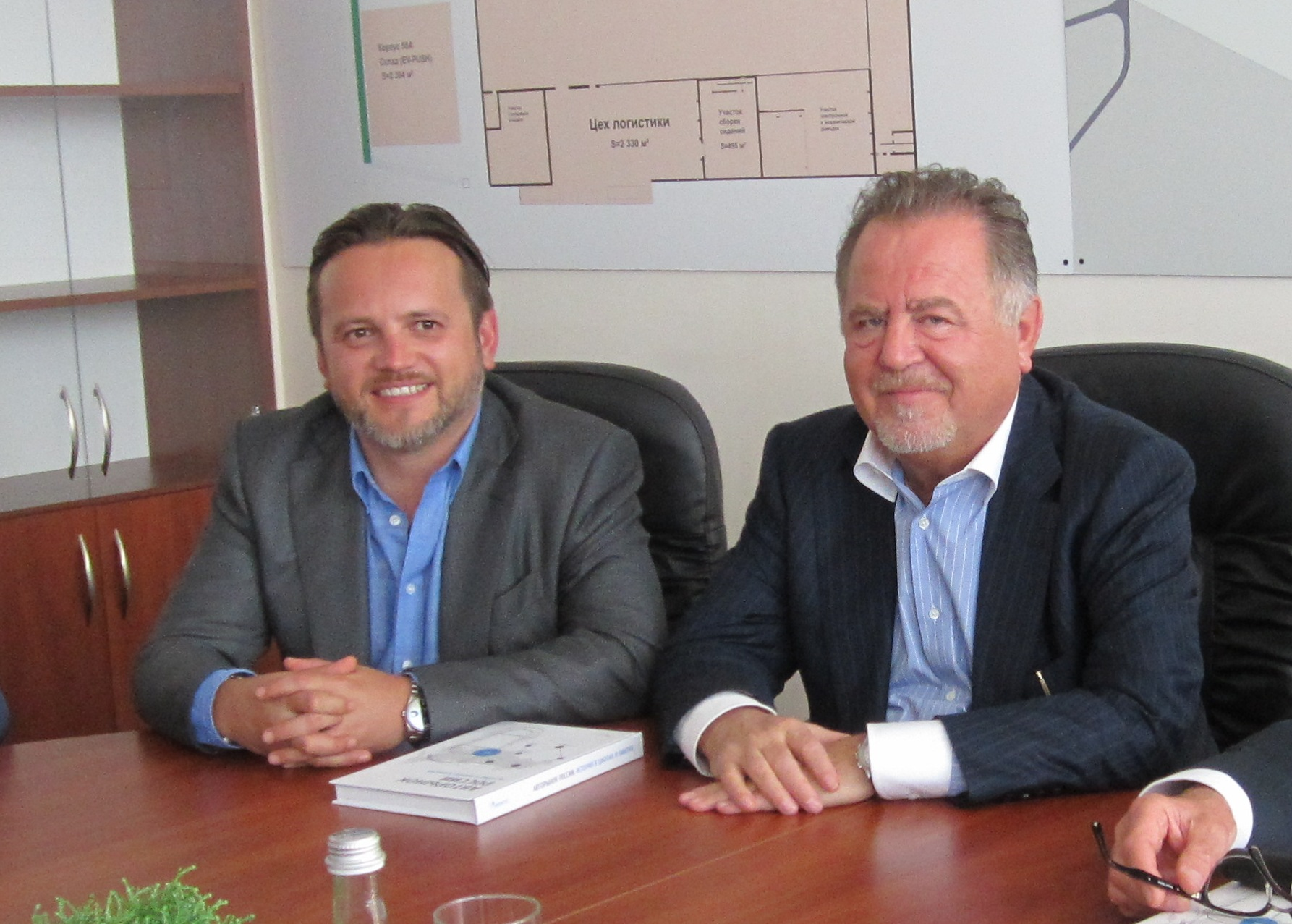
Владимир Щербаков с сыном Сергеем.

Владимир Иванович Щербаков (род. 5 декабря 1949 года, село Новая Сысоевка Яковлевского района Приморского края) — советский государственный деятель, российский предприниматель (основной владелец автосборочной компании «Автотор»). Член ЦК КПСС (1990—1991). Министр экономики и прогнозирования СССР (1991).
Академик общественных академий наук: Российской Академии естественных наук, Международной Академии менеджмента, Академии Творчества. Автор 12 монографий.

## Биография
Родился 5 декабря 1949 года в селе Новая Сысоевка Яковлевского района Приморского края.

### Образование
- 1971 — Тольяттинский политехнический институт.
- 1976 — Аспирантура Высшей комсомольской школы при ЦК ВЛКСМ.
- 1987 — Доктор экономических наук.

### Деятельность
Трудовую деятельность начал в 1969 году в должности инженера Управления строительства Главмосстроя на строительстве Волжского автомобильного завода в городе Тольятти.
- 1970—1971 — инструктор Тольяттинского горкома ВЛКСМ.
- 1971—1974 — заведующий организационным отделом, 2-й секретарь Тольяттинского горкома ВЛКСМ.
- 1977—1982 — заместитель начальника, начальник планово-экономического управления ВАЗа.
- 1982—1985 — заместитель генерального директора — директор по экономике и планированию КАМАЗа, Набережные Челны.
- 1985—1986 — начальник Отдела машиностроения и металлообработки Госкомитета СССР по труду и социальным вопросам.
- 1986—1988 — начальник Отдела заработной платы Госкомитета по труду и социальным вопросам.
- 1988—1989 — 1-й заместитель заведующего Отделом совершенствования управления народным хозяйством Управления Делами Совмина СССР.
- 1989—1991 — Председатель Государственного комитета СССР по труду и социальным вопросам.
- 1 марта — 16 мая 1991 — Заместитель Премьер-министра СССР[2].
- 16 мая — 28 августа 1991 — Первый заместитель Премьер-министра СССР, Министр экономики и прогнозирования СССР[3].

28 августа 1991 года Верховный Совет СССР утвердил указ президента об отставке премьера Валентина Павлова, что согласно части 2 статьи 13 Закона СССР «О Кабинете Министров СССР» влекло за собой отставку союзного правительства. Согласно части 3 статьи 13 данного закона члены правительства (включая и Щербакова) продолжили работать в ранге и. о. вплоть до 26 ноября 1991 года, когда все они были уволены специальным указом Президента СССР.
- С 1991 года — президент Международного фонда содействия приватизации и иностранным инвестициям «Интерприватизация».
- С 1994 года — Председатель совета директоров компании «Автотор».

- В 1995 году возглавлял избирательный блок «Профсоюзы — Промышленники России — Союз труда» на Выборах в Государственную думу.